# La Cité des masques
La Cité des masques (titre original : City of Masks) est le premier tome de la série littéraire britannique Stravaganza, écrite par Mary Hoffman. L'action se déroule dans la ville de Bellezza.

## Résumé
Lucien Mulholland est un jeune londonien de 15 ans. Il est atteint d'un cancer et pour le distraire, son père lui donne un carnet marbré. Quand il s'endort en tenant le livre, il se réveille dans le cadre enchanteur de Bellezza, une ville de la Renaissance semblable à Venise, dirigée par la Duchessa. Là, il rencontre Arianna Gasparini et le mystérieux Rodolfo Rossi. Rodolfo est un Stravagante, un être capable de se déplacer entre le monde de Lucien et le sien grâce à un talisman (un objet venant de l'autre monde).

### Le Mariage avec la Mer et la première stravagation de Lucien
Comme chaque année, Arianna va assister au Mariage avec la Mer sur Bellezza en compagnie de ses frères. Le Mariage avec la Mer consiste à descendre la Duchessa dans l'eau de la lagune jusqu'au haut des cuisses. Ensuite, elle fait une apparition au balcon de la cathédrale de Santa Maddalena et elle est ramenée à son Palazzo où est servi un banquet pendant que sur la place au pied du Palazzo se déroule un festin. À la tombée de la nuit, le traditionnel feu d'artifice de Rodolfo a lieu. Le lendemain, la Giornata Vietata (journée interdite), seuls les natifs de Bellezza sont autorisés à demeurer sur l'île et la Duchessa choisit les Bellezzans qui entreront à la Scuola Mandoliera (l'école des gondoliers). Arianna, qui a en projet d'entrer à la Scuola, s'enfuit et part se cacher sur le balcon où la Duchessa a fait son apparition. Ses frères sont obligés de rentrer chez eux sans Arianna. 
 Lucien, quant à lui, a fait sa première chimiothérapie et a perdu ses cheveux. Étant trop fatigué pour parler, son père lui rapporte un carnet dont il pourra se servir pour communiquer. Quand il s'endort, son père lui glisse le carnet dans la main et Lucien se réveille sur une place ensoleillée. Il pense rêver car il arrive à marcher sans se fatiguer et ses cheveux sont réapparus. 
 Arianna, qui se réveille sur le balcon, aperçoit un garçon habillé de façon étrange. Elle va à sa rencontre et l'entraîne à l'écart. Elle lui donne les vêtements de garçon qu'elle a récolté pour entrer à la Scuola Mandoliera et ils entament les présentations.